# Pedinopistha finschi
Pedinopistha finschi là một loài nhện trong họ Philodromidae.
Loài này thuộc chi Pedinopistha. Pedinopistha finschi được Ferdinand Karsch miêu tả năm 1880.